# Sterke Hans

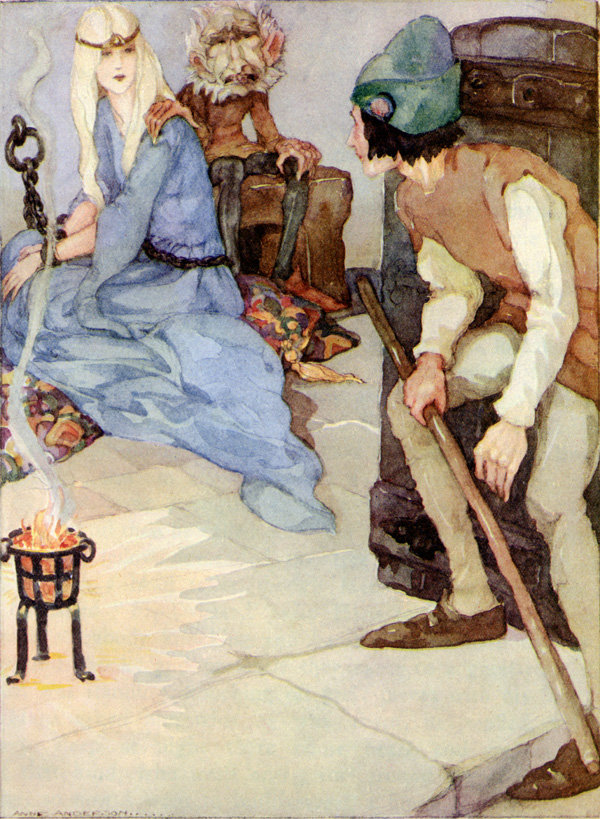

Sterke Hans is een sprookje uit Kinder- und Hausmärchen met volgnummer KHM166, opgetekend door de gebroeders Grimm. De oorspronkelijke naam is Der starke Hans.

## Het verhaal
Hans is twee als hij met zijn moeder sparrentakken gaat verzamelen in het bos. Het is lente en opeens komen er twee rovers die hen meenemen. Ze komen bij een rots met een deur erin en er is een groot verlicht hol met zwaarden en sabels aan de muur. Er zitten vier rovers te dobbelen en de hoofdman zegt dat de vrouw het huishouden moet doen. Hans wordt groot en sterk en leest een oud ridderboek met zijn moeder. Hij wil weten wie zijn vader is als hij negen is en maakt een sterke knuppel die hij achter zijn bed verstopt. De moeder vertelt hem niks, maar dan vraagt hij het de hoofdman die hem neerslaat. Na een jaar probeert Hans het opnieuw en wordt weer neergeslagen, maar slaat terug met de knuppel. Hans en zijn moeder pakken de sleutel van de hoofdman en stoppen een meelzak vol goud en zilver. Ze verlaten het hol en Hans kijkt naar de nieuwe wereld. Ze komen bij het dal en zien de vader bij het huis. Hans is zo sterk dat hij het huisje per ongeluk vernielt en hij bouwt met zijn vader een nieuw huis. Ze kopen vee en land en Hans ploegt de akkers om, zodat ze geen stier nodig hebben.
De volgende lente wil Hans een wandelstaf van vijftig kilo en hij verlaat het huis. Hij vindt een spar in het bos en een enorme man draait hem rond als een touw. De man gaat met Hans mee, hij is een kop groter en wordt Sparrendraaier genoemd. Ze lopen samen verder en vinden een reus die grote rotsblokken van een rots slaat. Hij wil een huis bouwen, maar gaat met Hans mee en wordt Rotssplijter genoemd. Ze lopen verder en zien een oud verlaten kasteel en slapen in een zaal. De volgende ochtend komt Hans in een tuin vol doornen en struikgewas. Er springt een wild zwijn op hem af, maar hij slaat het neer en ze braden het aan het spit. Twee man gaan op jacht en er blijft altijd iemand thuis om te koken. Sparrendraaier ziet een klein oud mannetje en dit eist vlees, maar hij wordt weggestuurd. Het mannetje slaat Sparrendraaier neer en de volgende dag blijft Rotssplijter thuis. Ook hij wordt neergeslagen door het mannetje en de volgende dag moet Hans thuisblijven. Hij ziet het mannetje en geeft hem vlees. De dwerg eist meer en krijgt dit ook. De derde keer eist het mannetje vlees, maar Hans vindt het nu genoeg geweest. Het mannetje valt Hans aan, maar wordt neergeslagen.
De dwerg rent naar een spelonk in het bos en Hans vertelt wat er is gebeurd. Ze gaan met zijn allen naar de spelonk en Hans gaat met zijn staf omlaag. Hij ziet een deur en in de kamer zit een mooie jonkvrouw. Ze is geketend en kijkt bedroefd, Hans wil haar verlossen. Hij geeft het mannetje een klap met zijn staf en doodt het, de ketenen vallen van het meisje af. Ze vertelt dat een woeste graaf haar heeft ontvoerd, ze is een koningsdochter. De dwerg is als bewaker aangesteld, maar nu kan het meisje met Hans ontsnappen. Hans vertrouwt zijn kameraden niet, omdat ze hem niks verteld hebben over de dwerg. Hij legt zijn staf in de mand en de mannen laten hem vallen. Hij ziet een ring om de vinger van de dwerg en doet hem om, als hij hem ronddraait ziet hij luchtgeesten. Ze gehoorzamen Hans en brengen hem naar boven, zijn vrienden zijn er met de jonkvrouw vandoor gegaan. De luchtgeesten weten waar ze zijn en al snel zien ze een schip op zee, Hans wenst zich naar het schip en slaat de reuzen neer. Hij roeit met de jonkvrouw naar haar vader en moeder en ze trouwen.

## Achtergronden bij het sprookje
- Het sprookje werd verteld door de Zwitser Hagenbach.
- Een extreem sterke jongen komt ook voor in De jonge reus (KHM90).
- Het kleine, grijze of oude mannetje treedt vaak op als helper van de mens, maar kan ook boosaardig zijn. Denk ook aan een kabouter, dwerg, gnoom, trol of onderaardse geest. Zie hiervoor ook De drie mannetjes in het bos (KHM13), Het zingende botje (KHM28), De kabouters (KHM39), Repelsteeltje (KHM55), De bijenkoningin (KHM62), De gouden gans (KHM64), Het aardmanneke (KHM91), Het water des levens (KHM97), De geest in de fles (KHM99), De jood in de doornstruik (KHM110), Vogel Grijp (KHM165) en De geschenken van het kleine volkje (KHM182).
- De moeder die in het begin sterft, komt ook voor in Assepoester (KHM21), Van de wachtelboom (KHM47), Sneeuwwitje (KHM53), Bontepels (KHM65) en Het klosje, de schietspoel en de naald (KHM188). Het staat symbool voor de eenzame weg die een mens door het leven moet gaan.
- Er komen vaker luchtgeesten voor in sprookjes, zie ook Het blauwe licht (KHM116) en De toverfles.
- Een schat in een hol komt ook voor in Simeliberg (KHM142) en Sneeuwwitje en Rozerood (KHM161).
- De naam Hans komt in veel sprookjes voor, zoals Hans en Grietje (KHM15), Slimme Hans (KHM32), Speelhans (KHM82), Gelukkige Hans (KHM83), Hans viert bruiloft (KHM84), Hans-mijn-egel (KHM108) en IJzeren Hans (KHM136).